# Muséum d'histoire naturelle de Dijon
Le muséum d'histoire naturelle de Dijon est un musée d'histoire naturelle situé dans le parc de l'Arquebuse, à Dijon. Il est l'une des trois entités qui forment le Jardin de l'Arquebuse, avec le Planétarium Hubert Curien et le jardin botanique des saveurs et des cépages, des origines à demain. Il est membre du réseau national des collections naturalistes (RECOLNAT)

## Histoire
Le muséum de Dijon est fondé en 1836 par le naturaliste Léonard Nodot. Ses locaux sont établis dans l’ancien pavillon de l’Arquebuse, ancienne caserne des arquebusiers construit vers 1608.
Plus tard, la municipalité de Dijon a construit un Planétarium. Ces deux bâtiments forment désormais un pôle scientifique regroupant les sciences de la Terre, de la Nature et de l'Univers.
Le Planétarium accueille environ 100 000 visiteurs par an et notamment un vaste public scolaire. Il a ouvert ses portes le 9 septembre 2005 avec une capacité de 60 places ; il a été conçu tant pour les scolaires que pour le grand public. On y trouve différentes activités expérimentales, ateliers multimédia, rencontres avec le monde de la recherche, via conférences, visioconférences, projections, débats, expositions. Il est ouvert à tout public.

## Structure
Le muséum comporte trois structures qui représentent la vie animale et végétale :
- le pavillon du Raines, qui abrite des expositions temporaires, les réserves et le laboratoire ;
- le pavillon de l'Arquebuse, qui abrite l'exposition permanente sur la biodiversité ;
- deux bâtiments annexes, la Petite et la Grande Orangerie.

## Galerie

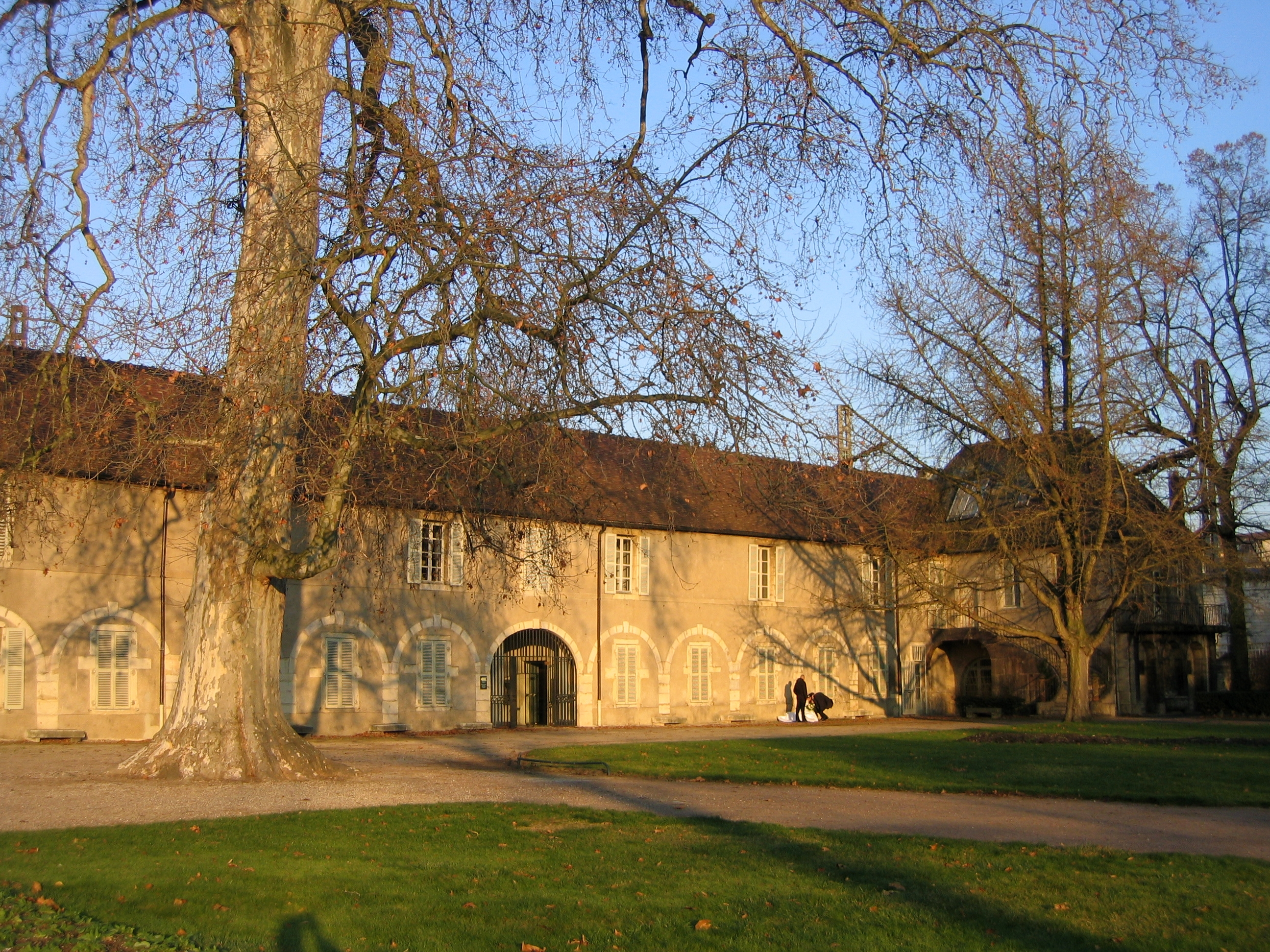
Muséum d'histoire naturelle.
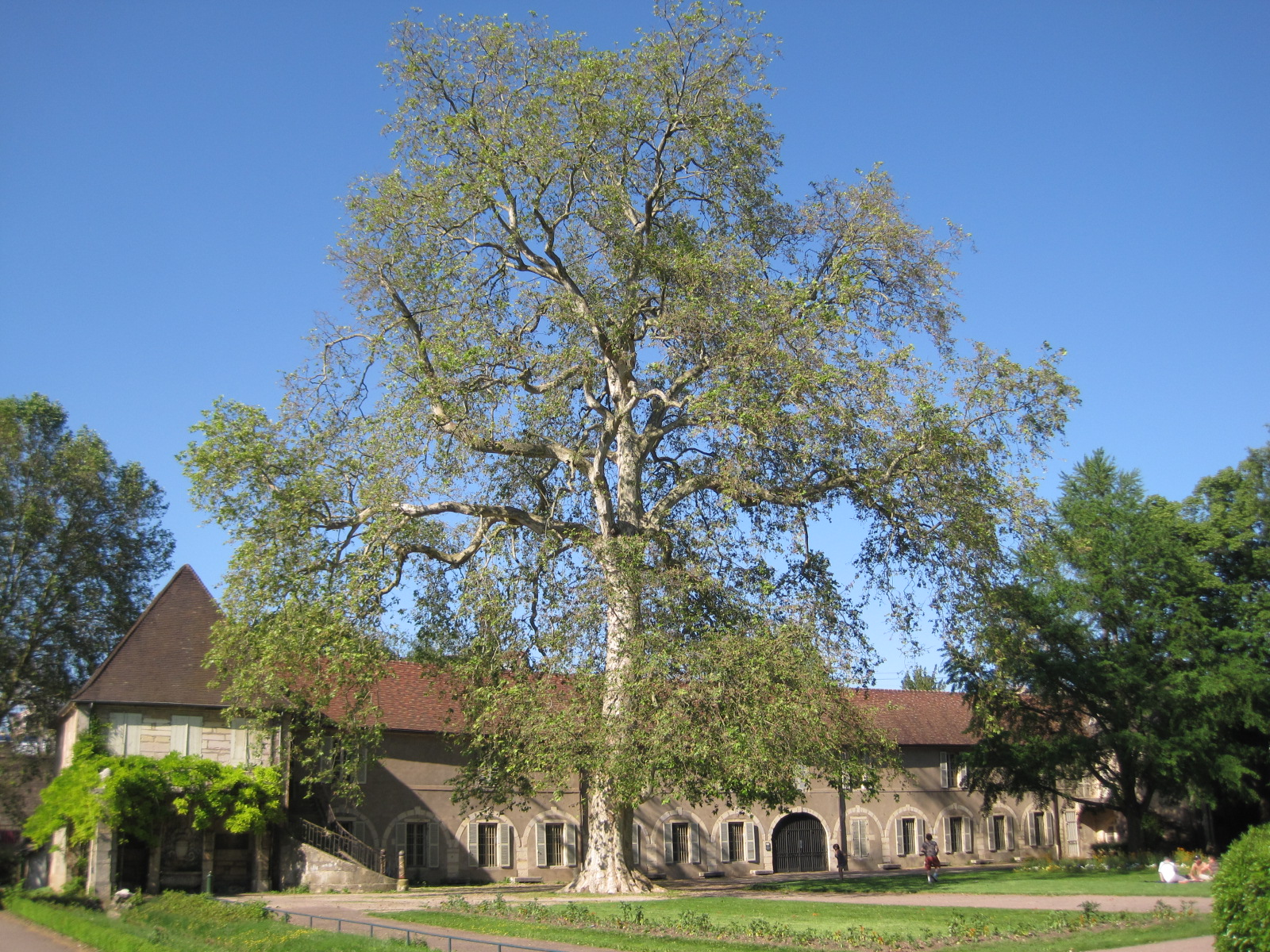
Muséum d'histoire naturelle vu depuis le Jardin botanique de l'arquebuse.
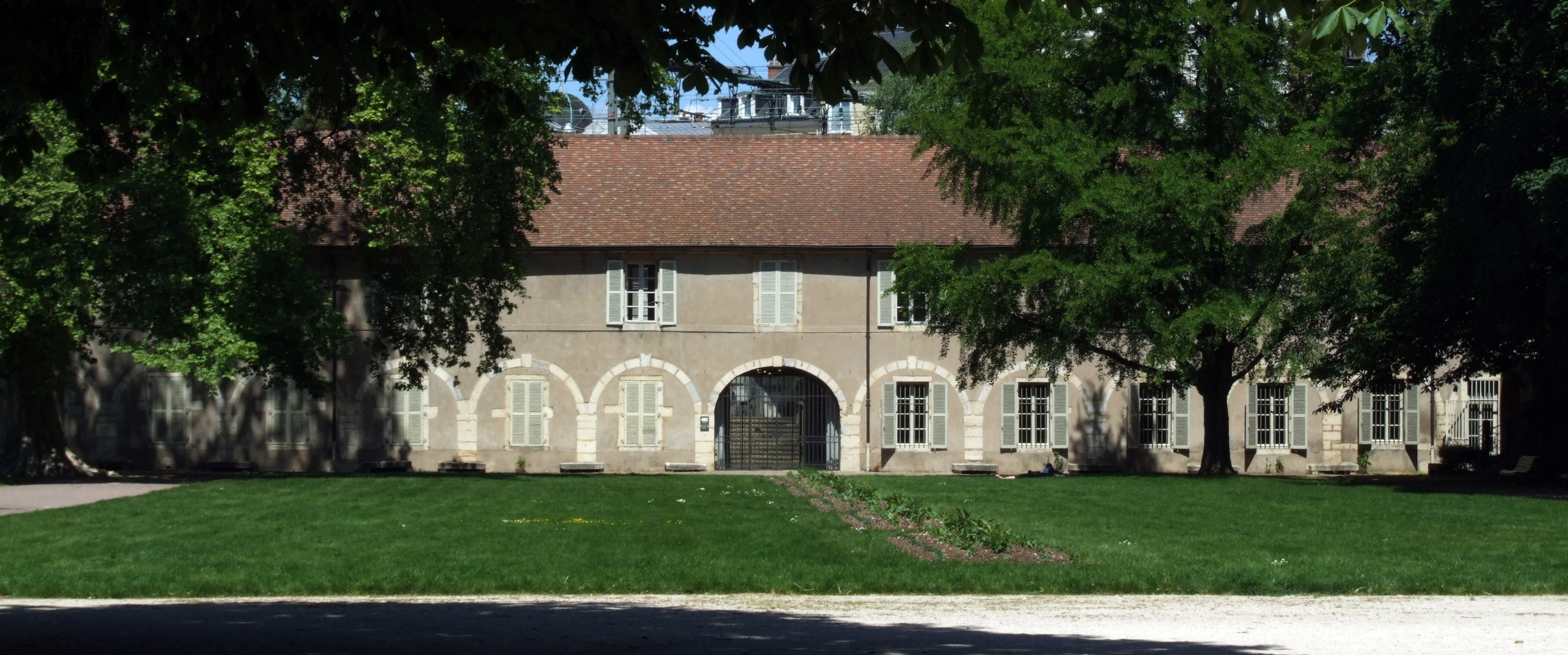
Muséum d'histoire naturelle vu depuis le Jardin botanique de l'arquebuse.

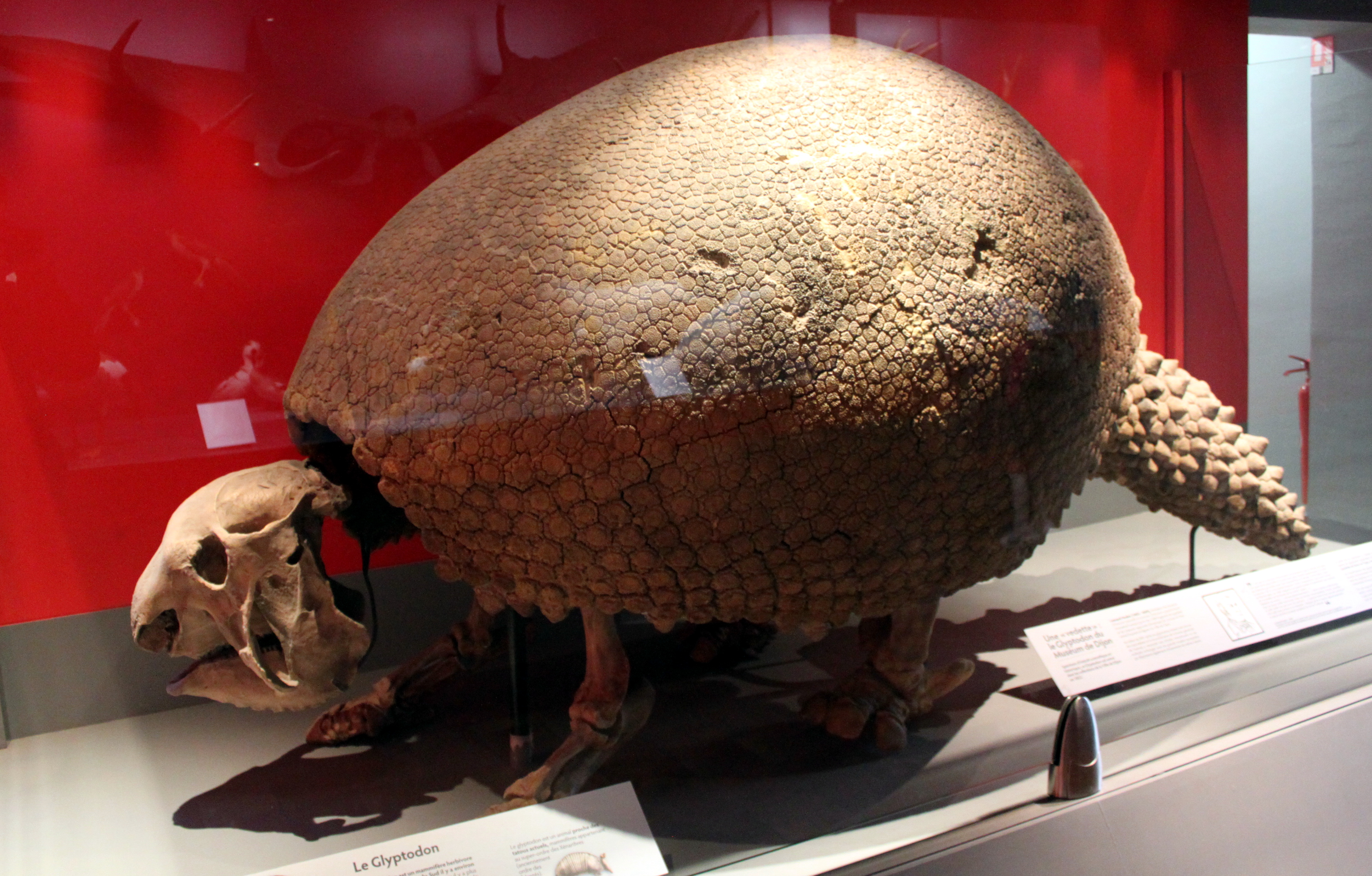
Glyptodon.
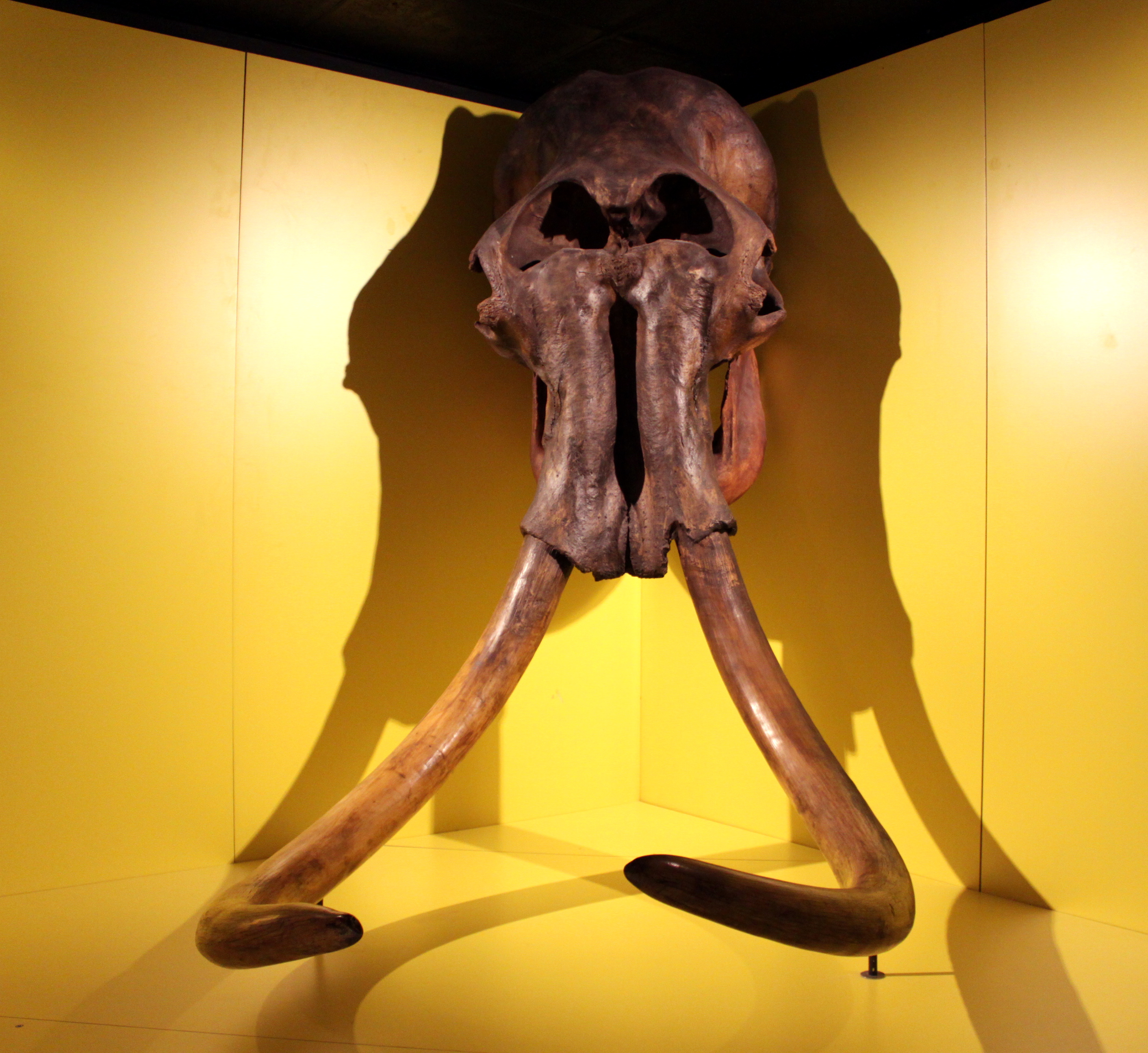
Mastodonte.
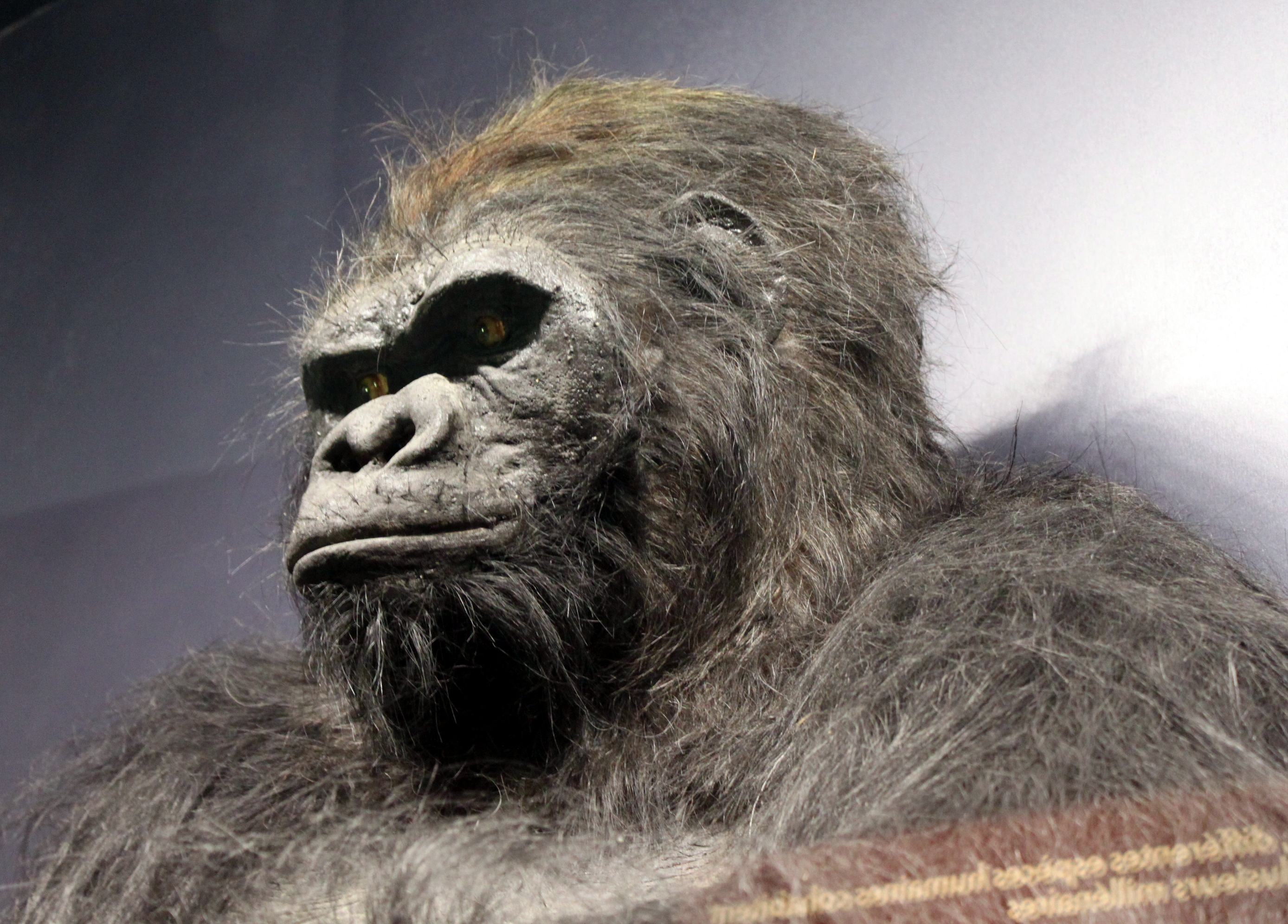
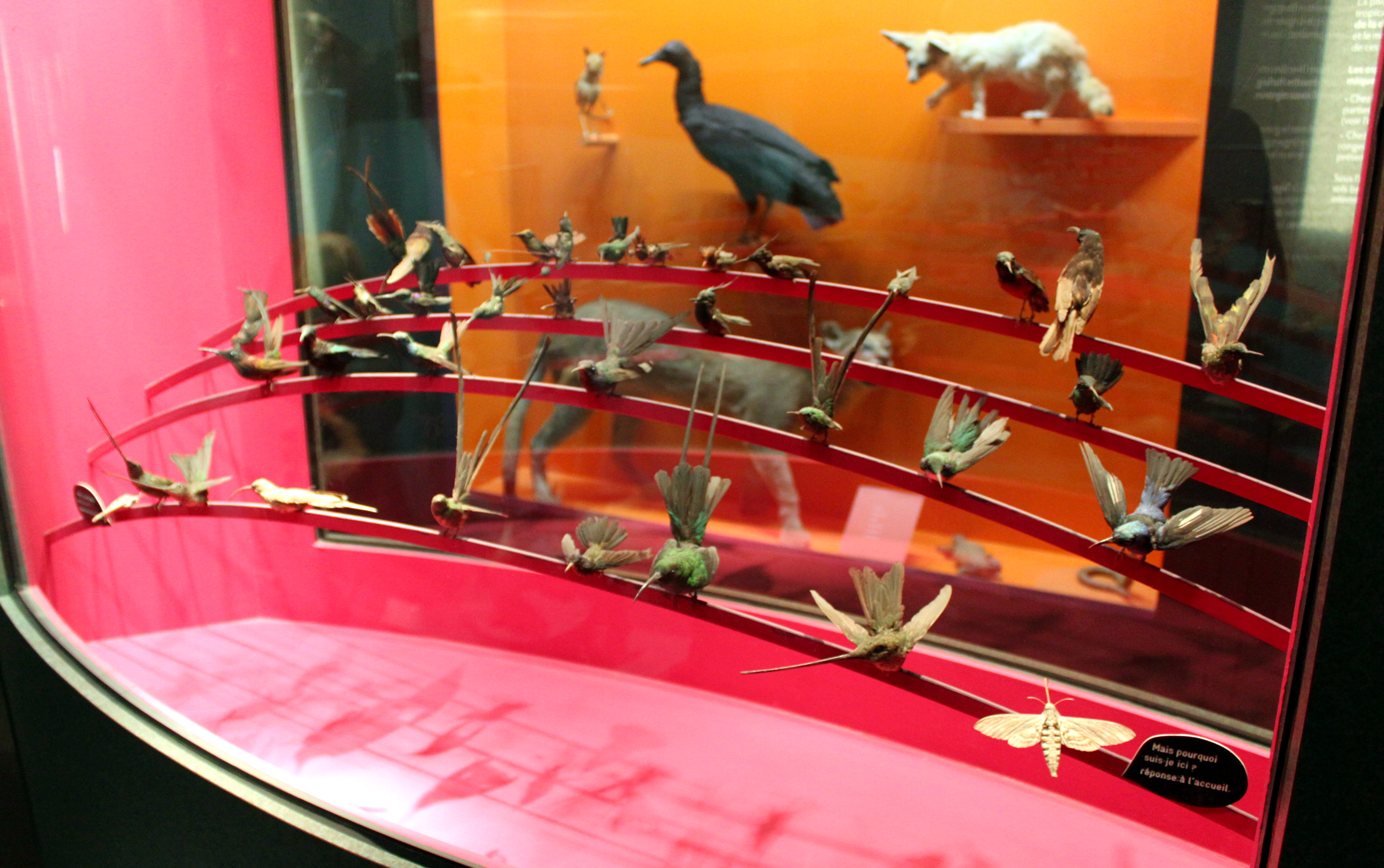
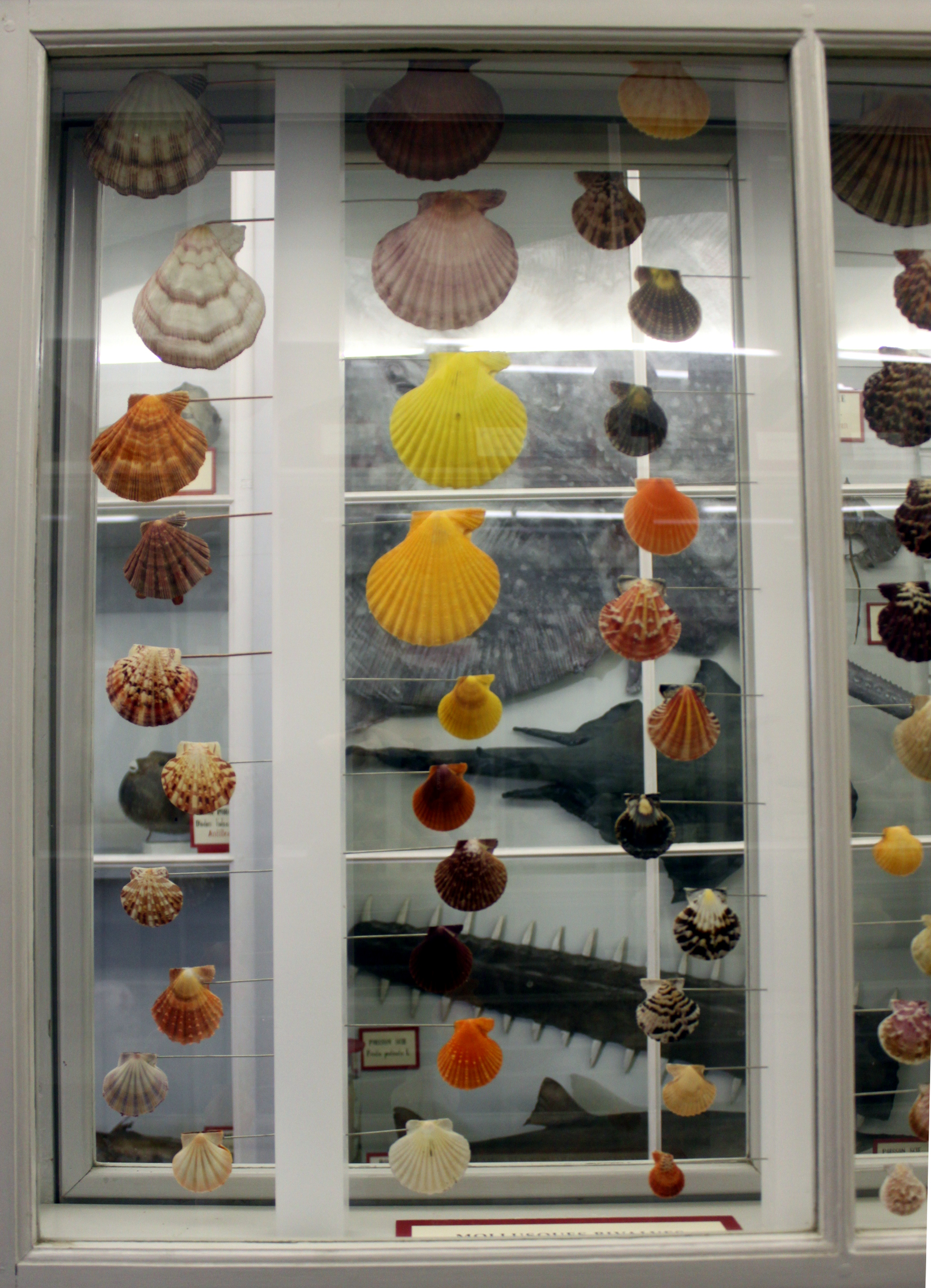
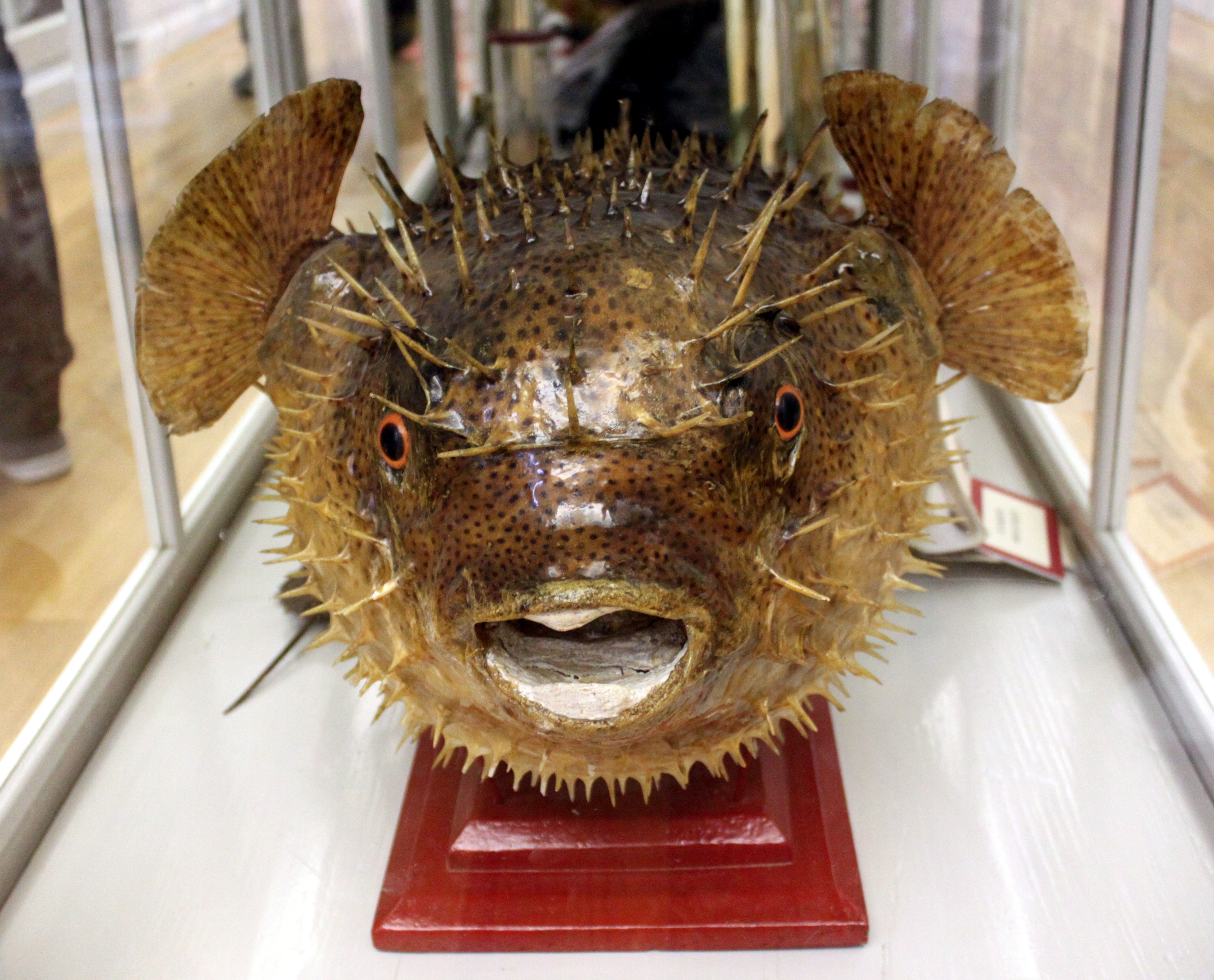
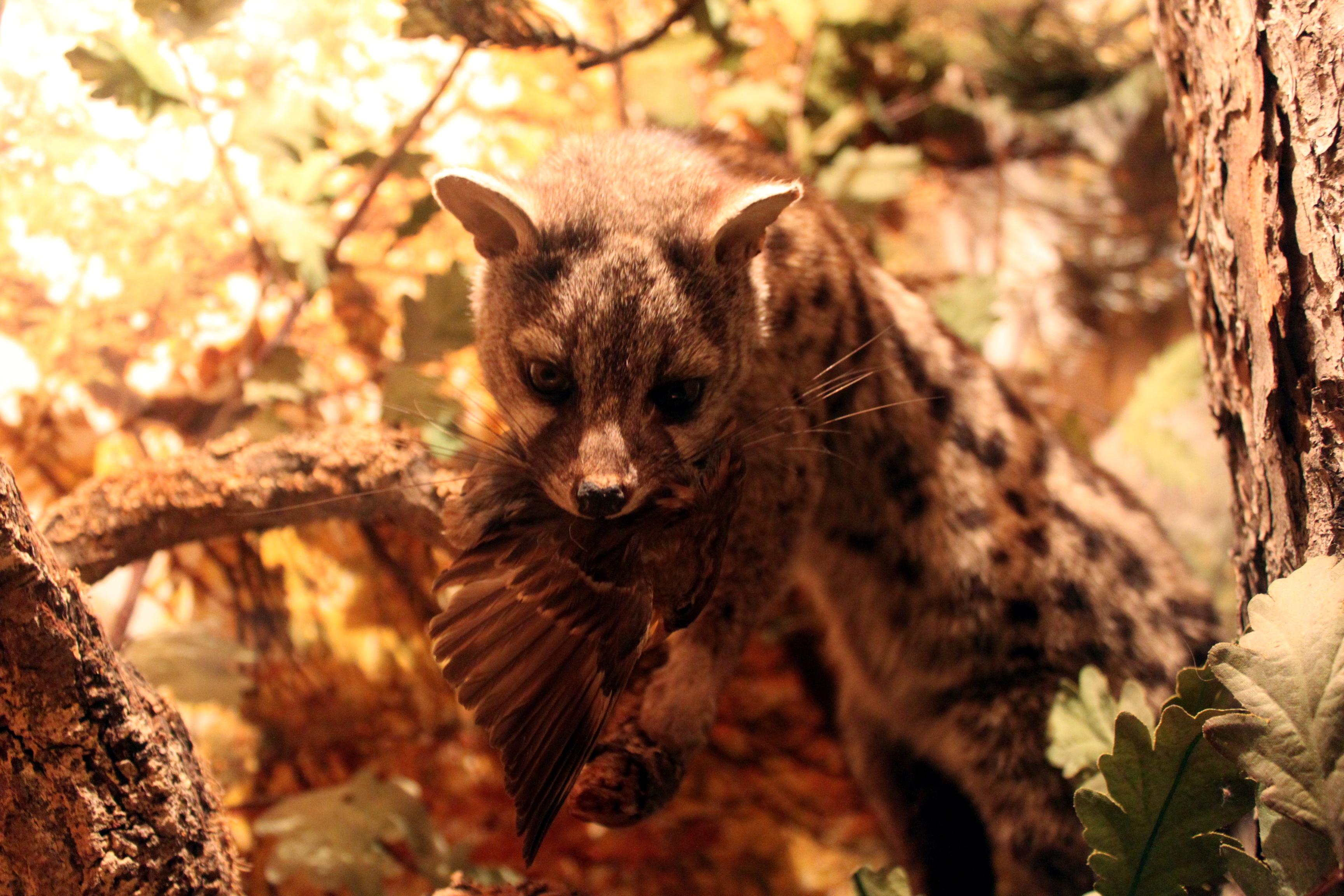

## Fréquentation
| 2001    | 2002    | 2003    | 2004    | 2005    | 2006    | 2007    | 2008    | 2009    | 2010   |
| ------- | ------- | ------- | ------- | ------- | ------- | ------- | ------- | ------- | ------ |
| 96 226  | 100 590 | 121 840 | 69 941  | 108 719 | 126 879 | 100 117 | 119 797 | 101 847 | 90 001 |
| 2011    | 2012    | 2013    | 2014    | 2015    | 2016    | 2017    | 2018    | 2019    | 2020   |
| 117 010 | 78 337  | 110 889 | 111 708 | 121 798 | 109 158 | 122 825 | 119 543 | 115 845 | 47 320 |
| 2021    | 2022    |         |         |         |         |         |         |         |        |
| 81 068  | 126 033 |         |         |         |         |         |         |         |        |